# Грёнланн

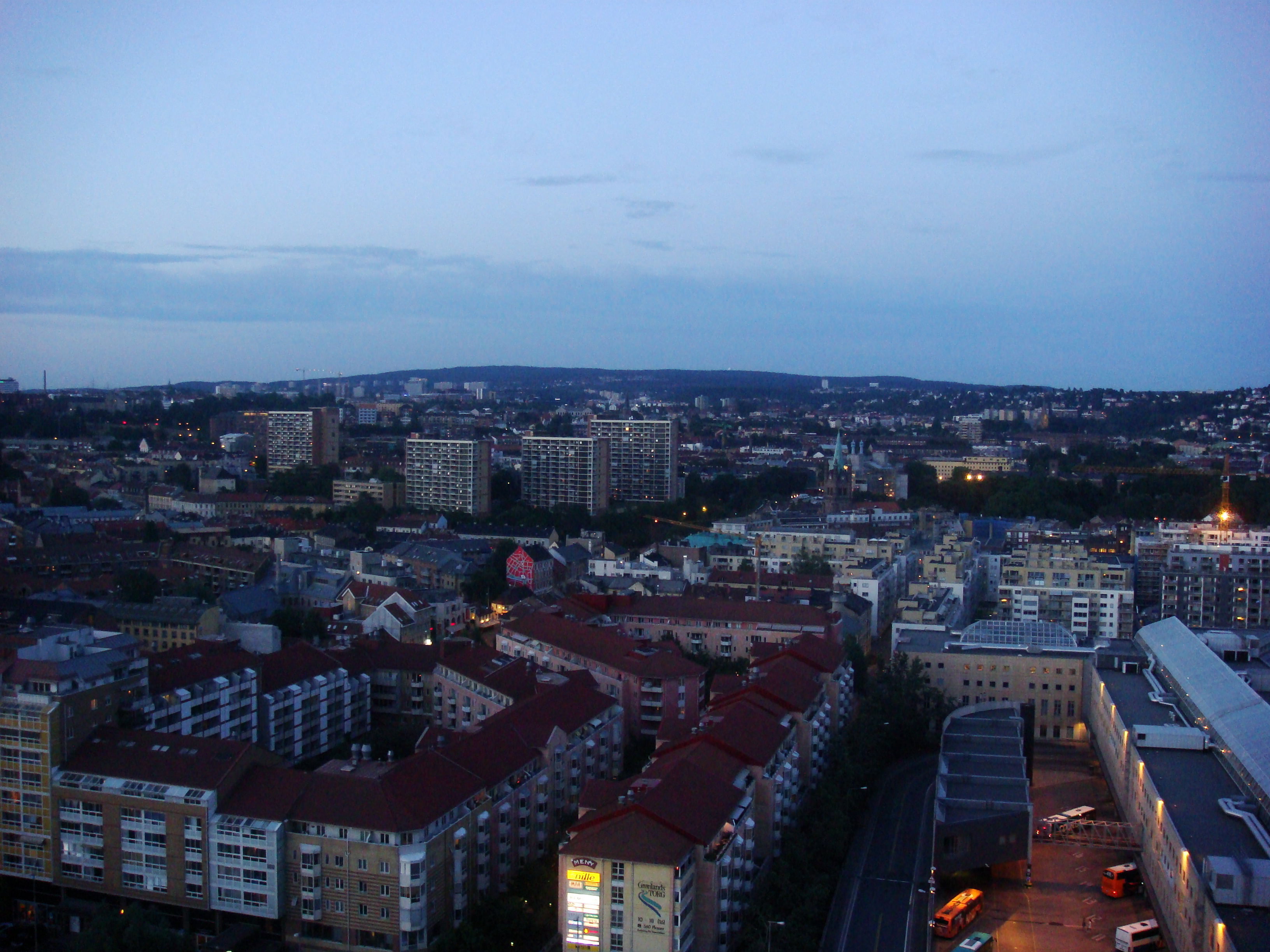
Ночной Грёнланн

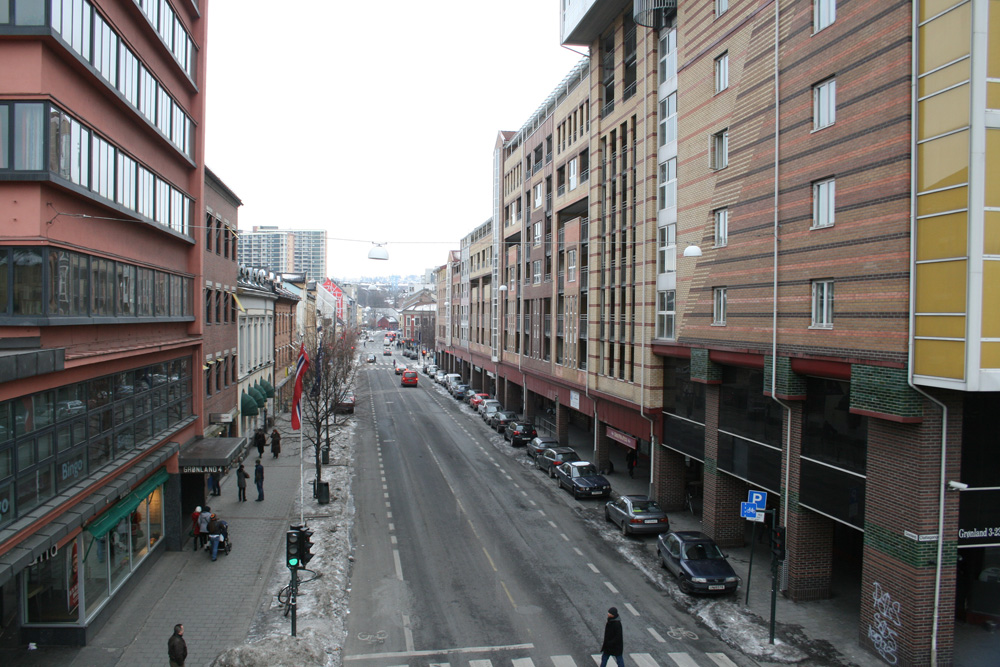
Грёнланн-гата, центральная улица квартала

Грёнланн (норв.  Grønland, буквально «Зелёная земля», «Гренландия») — местность в центре Осло, часть городской административной единицы Гамле Осло. Расположена к востоку от центральной части норвежской столицы, в пяти-десяти минутах ходьбы от Центрального Железнодорожного вокзала Осло (Oslo S).

## История
Первоначально Грёнланд был пригородом Христиании (т.е.Осло) и был в неё включен лишь в 1859 году. Гренландская площадь (норв. Grønlands torg) построенная в 1860-х годах была самой большой площадью в Осло. В старые времена она называлась Квэгторвет (норв. Kvægtorvet), в народе называвшийся Куторье (норв. Kutørje) и на протяжении многих лет был местом встречи «мальчиков куторжей» занимавшихся торговлей и танцплощадка Фрисюхал. Также в Грёнланде располагалась Тюрьма Осло.

## Население
Последние 30 лет население района сильно изменилось. Сейчас квартал Грёнланн известен своей мультикультурной средой с преобладанием иммигрантского населения, в частности — пакистанского и сомалийского, а также своими мечетями, этническими ресторанами и лавками по продаже халяльного мяса.

## Транспорт
С остальными частями Осло Грёнланн связывает несколько трамвайных маршрутов и линий метро.